# Grossmann Jet Service
Grossmann Jet Service spol. s r.o. ist eine tschechische Fluggesellschaft mit Sitz in Prag. Neben dem Betreiben eines Executive Charter Service ist das Unternehmen in Flugzeugmanagement und Brokerage aktiv.

## Geschichte
Grossmann Jet Service wurde 2004 von der Österreicherin Dagmar Grossmann als Joint Venture mit der Karel Komárek Group, die seit 2014 alle Anteile besitzt, gegründet.
Anfänglich wurde der tschechische Markt als reiner Vermittler erschlossen bzw. aufgebaut. Im Jahre 2005 wurde nach dem Erhalt des Air Operator Certificates mit einem Flugzeug der Aufbau einer Flotte begonnen. Im Jahr 2008 wurde diese um zwei Strahlflugzeuge erweitert. Im September desselben Jahres wurde in Prag ein Business Jet Set Up Center zur Beratung beim Flugzeugkauf eröffnet.
Grossmann Jet Service hat 25 Mitarbeiter und erzielt einen Umsatz von 260 Mio. CZK (2008). Über ein Kooperationsnetzwerk operiert GJS als europäisches Charterflugunternehmen des Geschäftsreiseverkehrs. Weitere Kerntätigkeiten sind Brokerage, Flugzeugmanagement/-operation und Consulting im Bereich Geschäftsflugverkehr.
Neben seiner Tätigkeit als privater Flugtransport-Betreiber für Geschäftsreisende jeglicher Management-Ebenen, Unternehmer und VIPs führt das Unternehmen auch  Finanzierungsberatungen beim Erwerb eines firmeneigenen Jets sowie Beratungen im Bereich des Luftverkehrs zu Selektion und Ausbildung von Piloten und Flugpersonal durch. Das Unternehmen ist nach eigenen Angaben in der Lage, ein Flugzeug innerhalb von 120 Minuten nach Abschluss des Auftrags abflugbereit zu machen.
Grossmann Jet Service betreibt die Embraer Legacy mit einer Kapazität für dreizehn Passagiere, die Hawker 900XP für acht Passagiere und die Cessna Citation CJ2 für sechs Passagiere.
Grossmann Jet Service hat im September 2008 in  Prag das erste Business Jet Set-Up Center der mittel- und osteuropäischen Länder  eröffnet, welches Beratungsdienstleistungen im Bereich des Geschäftsflugverkehrs erbringt.

## Flotte
Mit Stand Februar 2024 besteht die Flotte der Grossmann Jet Service aus einer 21 Jahre alten Bombardier Challenger 600 mit dem Luftfahrzeugkennzeichen N507GJ sowie einer Cessna Citation 750.

### Ehemalige Flugzeugtypen
- 1 Embraer ERJ 135 (seit 2005)
- 1 Raytheon Hawker 900XP (seit 2008)